# زيغو دوم
زيغو دوم هي صالة تقع في مدينة أمستردام، هولندا. تم افتتاح الصالة في 24 يونيو 2012 وهي غالبا ما تستخدم لحفلات الغناء.